# TuS Haltern
El TuS Haltern es un equipo de fútbol de Alemania que juega en la Oberliga Westfalen, una de las ligas regionales que conforman la quinta división de fútbol en el país.

## Historia
Fue fundado el 1 de noviembre de 1882 en la ciudad de Haltern am See de la región de Renania del Norte-Westfalia con el nombre TF Haltern originalmente como un equipo de gimnasia, pero en 1907 crean la sección de fútbol llamado SS Haltern.
Al finalizar la Primera Guerra Mundial fueron creadas varias secciones como balonmano y atletismo dando origen al SV Haltern 1882 por mandato de la asociación nazi por la llegada del Tercer Reich.
En 1951 el club fue restablecido con su nombre original y al año siguiente juega en la Landesliga Westfalen hasta que descendieron en 1956.
Durante el 2008 el club estaba pasando por serios problemas financieros hasta que llegó Christoph Metzelder, ex-seleccionado alemán que los respaldó económicamente y también formó parte del club hasta su retiro, donde posteriormente se nombró presidente del club.
Son su aporte se hicieron varias inversiones en infraestructura y capacitaciones para obtener la licencia de la DFB, colocando la grama de césped artificial en el estadio, así como la incursión en redes sociales y en la mejora de las divisiones menores, logrando el premio al marketing deportivo en 2010. Todas esas inversiones tuvieron frutos en 2016 cuando logran el ascenso a la Oberliga Westfalen por primera vez, donde jugó por tres temporadas y en la temporada 2018/19 logra el ascenso a la Regionalliga West por primera vez.
Su primera temporada en cuarta división también fue de despedida, ya que a causa de la pandemia por el COVID-19 en 2020 el club tuvo problemas financieros que provocaron pérdidas en el club y voluntariamente retornaron a la Oberliga Westfalen a pesar de marchar en el lugar 15 de la liga.

## Palmarés
- Bezirksliga Westfalen: 1

2009/10
- Landesliga Westfalen: 1

2014/15
- Westfalenliga: 1

2015/16

## Jugadores

### Jugadores destacados
| - Christian Alder - Jörg Breski - Benedikt Höwedes - Sebastian Kehl - Christoph Metzelder | - Malte Metzelder - Peter Neururer - Sérgio Pinto - Wolfram Wuttke |